# B-Daman Fireblast
B-Daman Fireblast, conhecida no Japão como Cross Fight B-Daman eS (クロスファイト ビーダマンeS, Cross Fight B-Daman eS) é a segunda temporada do anime B-Daman na saga Crossfire, sucedendo a temporada anterior B-Daman Crossfire. Foi baseado no Emblem Charge System introduzido na linha de brinquedos entre setembro de 2012.
No Japão estreou dia 7 de outubro de 2012 depois da emissão de Metal Fight Beyblade Zero-G na TV Tokyo e terminou em 29 de setembro de 2013. Em Portugal, a série estreou dia 4 de abril de 2015 no Biggs.

## Enredo
Essa saga se passa na "Crest Land", após o misterioso "B-Crystal" enfurecer-se na Sede WBMA. O protagonista, Kamon Godai, vive no sul de Crest Land, e é um garoto energético que ama o B-Daman. No entanto, ele perdeu todas as memórias do passado sobre o B-Daman e sua família, com exceção de sua irmã mais velha Aona que vive com ele. Um dia, Kamon conhece Garuburn, um B-Daman, na loja B-Daman, "B-Junk", e ele acha Garuburn estranhamente familiar. Garuburn se torna seu parceiro, e ele regressa aos combates B-Daman novamente.

## Personagens

### WBMA
- Samuru Shigami (白銀スバル)
- Yuki Washimura (鷲村 ユキヒデ)
- Basara Kurochi (黒渕バサラ)
- Simon sumiya (蠍宮シュモン)
- Novu Moru (焔ナオヤ)
- Hugo Raidou (来堂オウガ)
- Rory takakura (天宝院 ルリ(てんぽういん るり):
- Saneatsu Takakura (天宝院 実篤(てんぽういん さねあつ)
- Gennosuke Shigami (白銀 弦之助(しろがね げんのすけ)
- B-Da RYU (ビーダRYU)

### Crest Land zona sul
- Kamon Day (御代 カモン) B-master
- Misuru Asuka (蜂須賀 ミツル)

### Crest Land zona leste
- Riki Ryugasaki (龍ヶ崎カケル) B-master

### Crest Land zona norte
- Jenta Kokuji (暗黒寺ゲンタ) B-master

### Crest Land zona central
- Roma Day　(御代 リョーマ)

### Crest Land zona oeste
- Bakuga Shira (不知火 ビャクガ) B-master
- Ken Ogami (拝 カゲロウ)

### Outros humanos
- Aona Day (御代 アオナ)
- Greg Day (御代 ゴギョウ)
- Himiko Day (御代 ヒミコ)
- Agente Chaos (カオス)/Akari Komioji (光明寺アカリ)
- Hagataki (ハガタキ)
- Agente Dark (エージェントダーク)/Genya Kokuji (闇黒寺 ゲンヤ)
- Pai de Bakuga (不知火会長(しらぬいかいちょう)
- Ryan Sunosuki (角突 リュウドウ(つのつき りゅうどう)

## Transmissão Mundial
| País           | Título                 | Data de estreia        | Canal                               |
| -------------- | ---------------------- | ---------------------- | ----------------------------------- |
| Japão          | Cross Fight B-Daman eS | 7 de outubro de 2012   | TV Tokyo                            |
| Estados Unidos | B-Daman Fireblast      | 17 de agosto de 2013   | Vortexx (The CW Television Network) |
| Malásia        | B-Daman Fireblast      | 2014                   | Disney XD Malaysia                  |
| Itália         | B-Daman Fireblast      | 13 de setembro de 2014 | K2                                  |
| Portugal       | B-Daman Fireblast      | 04 de abril de 2015    | Biggs                               |